# Canada ai Giochi della XXIII Olimpiade
Il Canada partecipò ai Giochi della XXIII Olimpiade, svoltisi a Los Angeles, Stati Uniti, dal 28 luglio al 12 agosto 1984, con una delegazione di 408 atleti impegnati in ventitré discipline.

## Medaglie
| Medaglia | Nome         | Disciplina | Evento              |
| -------- | ------------ | ---------- | ------------------- |
| Oro      | Alex Baumann | Nuoto      | 200 m e 400 m misti |

## Risultati

### Pallacanestro
- Uomini

| Atleta | Classifica |
| --- | ---------- |
| V · D · M Nazionale canadese - Pallacanestro ai Giochi della XXIII Olimpiade - Torneo maschile 4 Kelsey · 5 Simms · 6 Pasquale · 7 Tilleman · 8 Kazanowski · 9 Triano · 10 Hatch · 11 Herbert · 12 Wennington · 13 Raffin · 14 Wiltjer · 15 Meagher · All. Jack Donohue | 4°         |
| Nazionale canadese - Pallacanestro ai Giochi della XXIII Olimpiade - Torneo maschile |            |
| 4 Kelsey · 5 Simms · 6 Pasquale · 7 Tilleman · 8 Kazanowski · 9 Triano · 10 Hatch · 11 Herbert · 12 Wennington · 13 Raffin · 14 Wiltjer · 15 Meagher · All. Jack Donohue                                                                                                |            |

- Donne

| Atleta | Classifica |
| --- | ---------- |
| V · D · M Nazionale canadese - Pallacanestro ai Giochi della XXIII Olimpiade - Torneo femminile 4 Polson · 5 McAra · 6 Pendergast · 7 Huband · 8 Sealey · 9 Lang · 10 Smith · 11 Sweeney · 12 Clarkson · 13 Kordic · 14 Blackwell · 15 Thomas · All. Don McCrae | 4°         |
| Nazionale canadese - Pallacanestro ai Giochi della XXIII Olimpiade - Torneo femminile |            |
| 4 Polson · 5 McAra · 6 Pendergast · 7 Huband · 8 Sealey · 9 Lang · 10 Smith · 11 Sweeney · 12 Clarkson · 13 Kordic · 14 Blackwell · 15 Thomas · All. Don McCrae                                                                                                 |            |

### Pallanuoto
| Atleta | Classifica |                   |
| --- | --- | ----------------- |
| V · D · M Nazionale maschile canadese di pallanuoto · Giochi olimpici - Los Angeles 1984 Zayonc • Juhasz • Gross • Huet • Anderson • Pottier • Deschamps • Meyer • Bol • Van Tol • Brown • Dion • Collyer · CT : - | 10° |                   |
| Nazionale maschile canadese di pallanuoto · Giochi olimpici - Los Angeles 1984 | |                   |
| Zayonc • Juhasz • Gross • Huet • Anderson • Pottier • Deschamps • Meyer • Bol • Van Tol • Brown • Dion • Collyer · CT: -                                                                                           | Zayonc • Juhasz • Gross • Huet • Anderson • Pottier • Deschamps • Meyer • Bol • Van Tol • Brown • Dion • Collyer · CT: - | Canada (bandiera) |